# Svartpannad marktyrann
Svartpannad marktyrann (Muscisaxicola frontalis) är en fågel i familjen tyranner inom ordningen tättingar.

## Utbredning och systematik
Fågeln förekommer i Anderna i Chile och Argentina, övervintrar norrut till södra Peru (Arequipa). Den behandlas som monotypisk, det vill säga att den inte delas in i några underarter.

## Status
Arten har ett stort utbredningsområde och beståndet anses vara stabilt. Internationella naturvårdsunionen IUCN listar den därför som livskraftig (LC).